# Eleição intercalar em Okinawa (2007)
A eleição intercalar de 2007 em Okinawa realizou-se no dia 22 de Abril de 2007 e destinou-se a escolher um membro para a câmara alta da Dieta do Japão que se encontrava vago desde que Keiko Itokazu, do Partido Okinawa Social Mass, saiu do Parlamento para concorrer, sem sucesso, às Eleições para Governador de Novembro de 2007.
Concorreram a esta eleição três candidatos:
- Aiko Shimajiri, 42 anos
- Yoshimasa Karimata, 57 anos
- Hiroyuki Kinjo, 68 anos

A afluência às urnas foi de 37,79%.
O Partido Liberal-Democrata (PLD), no governo japonês, ganhou um representante que se encontrava anteriormente nas mãos de um Independente.
Aiko Shimajiri venceu Yoshimasa Karimata, 57 anos, que era apoiado pelo Partido Minshuto e outros partidos da oposição.
Esta eleição, juntamente com a Eleição Intercalar em Fukushima e as Eleições Locais que se realizaram na mesma data, foram vistas como indicadoras da tendência de voto para a Eleição de metade da Câmara Alta do Parlamento do Japão, previstas para Julho de 2007.